# فيفيان جيبسون
فيفيان جيبسون (بالإنجليزية: Vivian Gibson)‏ هي ممثلة بريطانية، ولدت في 22 أكتوبر 1898 بليفربول في المملكة المتحدة، وتوفيت في 9 مايو 1981 بفيينا في النمسا.

## وصلات خارجية
- فيفيان جيبسون على موقع IMDb (الإنجليزية)
- فيفيان جيبسون على موقع ألو سيني (الفرنسية)
- فيفيان جيبسون على موقع أول موفي (الإنجليزية)
- فيفيان جيبسون على موقع قاعدة بيانات الأفلام السويدية (السويدية)
- فيفيان جيبسون على موقع قاعدة بيانات الفيلم (الإنجليزية)
- فيفيان جيبسون على موقع كينوبويسك (الروسية)